# 1699年の相撲
1699年の相撲（1699ねんのすもう）は、1699年の相撲関係のできごとについて述べる。

## できごと
6月25日（元禄12年5月28日）より、京都岡崎村天王社において、晴天7日間興行が行われた。名目は天王神社の修復のための勧進で、7月15日（旧6月19日）に千秋楽を迎えた。